# Сенно (Мазовецьке воєводство)
Сенно (пол. Sienno) — місто в Польщі, у гміні Сенно Ліпського повіту Мазовецького воєводства.
Населення — 927 осіб (2011).
У 1975-1998 роках село належало до Радомського воєводства.

## Демографія
Демографічна структура станом на 31 березня 2011 року:
|          | Загалом | Допрацездатний вік | Працездатний вік | Постпрацездатний вік |
| -------- | ------- | ------------------ | ---------------- | -------------------- |
| Чоловіки | 437     | 84                 | 290              | 63                   |
| Жінки    | 490     | 77                 | 274              | 139                  |
| Разом    | 927     | 161                | 564              | 202                  |